# جون إي. هنتر
جون إي. هنتر (بالإنجليزية: John E. Hunter)‏ هو عالم نفس أمريكي، ولد في 29 مارس 1939، وتوفي في 26 يونيو 2002.